# Варасса
Варасса — правитель (энси) Эшнунны, правил во второй половине XX века до н. э.

## Список датировочных формул Варассы
|   | |
| a | a Год, когда Варасса, энси Эшнунны захватил трон OIP 43 107 mu warad-sa3 ensi2 esz2-nun-naki giszgu-za bi-dab5-a / i3-dab5 b Год, когда Варасса, [энси Эшнунны] захватил трон (из Тутуба) szattum sza warad-sa3 giszgu-za isy-ba-tu |
| b | Год, когда пара дверей, оборудованных слоновой костью и металлом, была сделана для Тишпака OIP 43 108 mu giszig dib2-ba 2-a-ba zu2 am-si ku3-ga dtiszpak-ka ba-dim2                                                                 |
| c | Год, когда Варасса сделал эмблему для Тишпака OIP 43 109 mu giszszu-nir warad-sa3 dtiszpak-ka ba-dim2 |
| d | Год, когда Тутуб был восстановлен OIP 43 198 mu tu-tu-ubki ki ba-a-gar |
| e | Год, когда, в котором Варасса захватил Ишур JCS 9 47 22 szanat i-szurki warad-sa3 isy-ba-tu |
| f | Год, когда он принёс статую из красной меди в храм Сина OIP 43 195 szanat urudusyalman sya-i-dam bit den.zu u2-sze-ri-bu |

| Династия Эшнунны        |                                                 |                          |
| Предшественник: Белакум | правитель Эшнунны 2-я половина XX века до н. э. | Преемник: Ибаль-пи-Эль I |